# Desná
Desná é uma cidade checa localizada na região de Liberec, distrito de Jablonec nad Nisou.